# Полоцький літопис
Полоцький літопис — це літопис, існування якого гіпотетично припускають низка істориків, але не збережений. Міг бути складений у Полоцьку в XII столітті. За словами С. М. Соловйова , В. Т. Пашуто , Л. В. Алексєєва , уривки з цього літопису є в Київському літописі.
На думку прихильників гіпотези, на користь існування такого літопису свідчить оповідь у Київському літописі (до 1159 р) про повернення на полоцький престол раніше висланого з Полоцька князя Рогволода-Василя Борисович. Історія складена очевидцем з яскравими подробицями. Другим доказом, на їхню думку, є фрагмент (близько 1180 р.) Іпатіївського літопису про похід київських, чернігівських та полоцьких князів разом із новгородцями під Друцьк, залежний від смоленських князів (тоді смоленським князем був Давид Ростиславич). Про місцевий, полоцький запис свідчать подробиці — точна дата події, детальний список князів.
Про існування літопису в Полоцьку повідомляв В. М. Татищев (початок XVIII ст.), який у своїй праці «Історія російська» згадував список, що належав петербурзькому архітектору П. М. Яропкіну, і десять разів посилався на зміст списку, який, проте, не зберігся — загинув у пожежах у Москві 1812 року. Історик описав лише деякі фрагменти, зокрема статтю літопису 1217 року, про решту В. М. Татищев зауважив: «… про полоцьких, вітебських та інших князів було написано багато, я просто не встиг все записати, а потім не отримав…»
Не виключено, що в Полоцькій землі була створена, а потім прийшла до Києва і «Легенда про Всеславичів», записана в Лаврентіївському літописі за 1128 рік. За словами Ю. О. Зайця , це переказ тексту історичної пісні, поширеної на території Польщі в кінці XI — початку XII століття.